# Cheese-eating surrender monkeys

« Cheese-eating surrender monkeys » (littéralement : « singes capitulards bouffeurs de fromage ») est une expression présentée comme une description humoristique raciste des Français aux États-Unis, se référant aux fromages français et à l'histoire militaire de la France.

## Histoire
Elle a été inventée par le scénariste Ken Keeler pour la série Les Simpson et employée pour la première fois en 1995 par le personnage de Willie le jardinier dans Salut l'artiste, 22e épisode de la saison 6 des Simpson,. Dans cet épisode, l'expression est traduite par « rendez-vous, singes mangeurs de fromage ! ».
Reprise par Jonah Goldberg, journaliste au magazine d'opinion conservateur américain National Review, cette expression a été particulièrement utilisée à partir de 2003, après que la France s'est opposée à l'intervention militaire américaine pour la guerre d'Irak. Ce refus avait été perçu par certains médias américains comme de « l'ingratitude », ceux-ci rappelant que des soldats américains avaient combattu l'Allemagne nazie en France durant la Seconde Guerre mondiale. Parmi les clichés xénophobes couramment mis en avant, les Américains considéraient les Français comme « trouillards et lâches », étant incapables de gagner une guerre seuls. Comme d'autres humoristes à l'époque, le célèbre animateur David Letterman se moque de la France dans son Late Show et lance : « La France veut plus de preuves [...] la dernière fois que les Français ont demandé plus de preuves, celles-ci sont arrivées dans le pays sous un drapeau allemand ». Il ne sera néanmoins jamais démontré que l'Irak possédait des armes biologiques de destruction massive ; l'administration Bush s'étant servie de ce motif  pour justifier la guerre.